# فهرست استانداران البرز
این فهرست اسامی استانداران استان البرز (از سال تشکیل استان در سال ۱۳۸۹ تاکنون) می‌باشد:

## فهرست
| ر. | نام             | نگاره        | شروع           | پایان          | مدت     | دولت    | رئیس دولت | م.    |
| -- | --------------- | ------------ | -------------- | -------------- | ------- | ------- | --------- | ----- |
| –  | عیسی فرهادی     |              | شهریور ۱۳۸۹    | ۳۰ آبان ۱۳۸۹   | ۳ ماه   | دهم     | احمدی‌نژاد | [ ۱ ] |
| ۱  | عیسی فرهادی     | ۳۰ آبان ۱۳۸۹ | ۱۹ شهریور ۱۳۹۱ | ۲۱ ماه         | [ ۲ ]   | دهم     | احمدی‌نژاد |       |
| ۲  | علی‌اصغر عربیان  |              | ۱۹ شهریور ۱۳۹۱ | ۳۱ شهریور ۱۳۹۲ | ۱۲ ماه  | دهم     | احمدی‌نژاد | [ ۳ ] |
| ۳  | سید طاهر طاهری  |              | ۳۱ شهریور ۱۳۹۲ | ۱۳۹۳           | ۸ ماه   | یازدهم  | روحانی    | [ ۴ ] |
| ۴  | سید حمید طهایی  |              | ۱۳۹۳           | ۲۲ شهریور ۱۳۹۶ | ۴۰ ماه  | یازدهم  | روحانی    | [ ۵ ] |
| ۵  | محمدعلی نجفی    |              | ۲۲ شهریور ۱۳۹۶ | ۲۶ آبان ۱۳۹۷   | ۱۴ ماه  | دوازدهم | روحانی    | [ ۶ ] |
| –  | عزیزالله شهبازی |              | ۲۶ آبان ۱۳۹۷   | ۲۱ آذر ۱۳۹۷    | ۱ ماه   | دوازدهم | روحانی    | [ ۷ ] |
| ۶  | عزیزالله شهبازی | ۲۱ آذر ۱۳۹۷  | ۱۶ آبان ۱۴۰۰   | ۳۵ ماه         | [ ۸ ]   | دوازدهم | روحانی    |       |
| ۷  | مجتبی عبداللهی  |              | ۱۶ آبان ۱۴۰۰   | متصدی          |         | سیزدهم  | رئیسی     | [ ۹ ] |
| ۷  | مجتبی عبداللهی  | چهاردهم      | ۱۶ آبان ۱۴۰۰   | متصدی          | پزشکیان |         |           |       |